# Nemzetközi Kerékpáros-szövetség
A Nemzetközi Kerékpáros-szövetség (franciául Union Cycliste Internationale, rövidítve UCI, angolul International Cycling Union) a nemzeti kerékpáros-szövetségeket tömörítő nonprofit nemzetközi szervezet. 1900. április 14-én alapították, székhelye a svájci Aigle.

## Célkitűzései
- a nemzetközi kerékpársport szabályozása,
- a kerékpározás népszerűsítése világszerte minden szinten,
- a szakági világbajnokságok megszervezése,
- a kerékpárosok között baráti viszony elősegítése,
- a fair play és az etika támogatása és népszerűsítése,
- a kerékpársport képviselete és érdekeinek védelme a nemzeti és nemzetközi testületekben,
- együttműködés a Nemzetközi Olimpiai Bizottsággal az olimpiai kerékpárversenyek kapcsán.

Az alapvető célkitűzések mellett különös figyelmet fordít az alábbiakra:
- képzés és fejlesztés (World Cycling Centre, Aigle),
- küzdelem a dopping ellen,
- a felszerelések fejlesztése,
- etikai kódex,
- szolidaritás,
- környezetvédelem,
- a női kerékpársport népszerűsítése,
- a parasport bevonása, együttműködés a Nemzetközi Paralimpiai Bizottsággal (IPC).

## Szövetségek földrészek szerint
- Asian Cycling Confederation – ACC
- Union Européenne de Cyclisme – UEC (European Cycling Union)
- Oceanian Cycling Confederation – OCC
- Confederacion Panamericana de Ciclismo – COPACI (Pan American Cycling Confederation)
- Confederation Africaine de Cyclisme – CAC (African Cycling Confederation)